# Grand Canyon Airlines

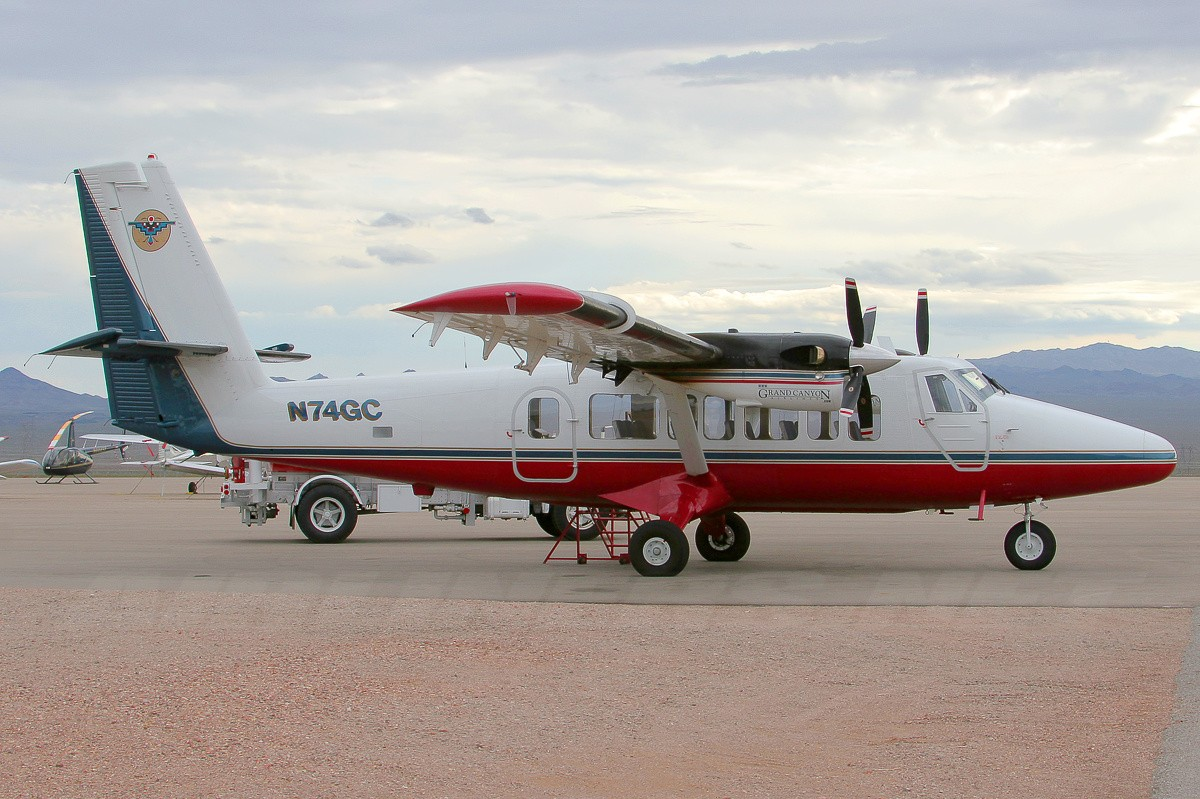
de Havilland Canada DHC-6 Twin Otter авіакомпанії Grand Canyon Airlines в муніципальному аеропорту Боулдер-Сіті

Grand Canyon Airlines — американська авіакомпанія місцевого значення зі штаб-квартирою в статистично відокремленої місцевості Тусаян (Аризона), що працює у сфері регулярних та чартерних пасажирських перевезень між населеними пунктами штатів Аризона і Невада, головним чином над територією національного парку Гранд-Каньйон.
Портом приписки перевізника і його головним транзитним вузлом (хабом) є аеропорт національного парку Гранд-Каньйон.
Авіакомпанія належить бізнесменові Елінгу Хелворсону. У березні 2007 року в штаті компанії складалося 70 співробітників.

## Історія
Авіакомпанія Scenic Airways була заснована у 1927 році Джимом Паркером Ван Зандтом і почала операційну діяльність у тому ж році з виконання нерегулярних рейсів на літаках Stinson SM-1 Detroiter і Ford Trimotor. У 1930 році компанія змінила офіційну назву на чинне в даний час Grand Canyon Airlines.
19 березня 2009 року авіакомпанія перенесла обслуговування своїх рейсів в новий власний термінал «Boulder City Aerocenter» площею 2800 квадратних метрів аеропорту Боулдер-Сіті.

## Маршрутна мережа

### Пункти регулярних перевезень
- Аризона
  - Гранд-Каньйон — аеропорт національного парку Гранд-Каньйон
  - Пейдж
- Невада
  - Боулдер-Сіті — муніципальний аеропорт Боулдер-Сіті

### Постійні чартерні перевезення
- Гранд-Каньйон
- Гранд-Каньйон-Уест
- Долина монументів

## Флот
Станом на січень 2009 року повітряний флот авіакомпанії Grand Canyon Airlines складали наступні літаки:
- de Havilland Canada DHC-6 Twin Otter — 16 од.
- Cessna 208B Caravan — 3 од.

## Авіаподії і нещасні випадки
- 18 червня 1986 року. Під час здійснення екскурсійних польотів над територією національного парку Гранд-Каньйон зіткнулися літак de Havilland Canada DHC-6-300 Grand Canyon Airlines і вертоліт Bell 206 JetRanger авіакомпанії Helitech Helicopters. У катастрофі загинули всі 25 осіб, що перебували на бортах обох повітряних судів[7].
- 27 вересня 1989 року. Лайнер de Havilland Canada DHC-6-300 при спробі відходу на друге коло розбився в межах території аеропорту національного парку Гранд-Каньйон. Загинули обидва пілоти і вісім з дев'ятнадцяти пасажирів на борту літака[8].